# Cantó de Rouen-4
El cantó de Rouen-4 és un cantó francès del departament del Sena Marítim, situat al districte de Rouen. Compta amb part del municipi de Rouen.

## Municipis
- Rouen (barris de Croix de Pierre, Mont-Gargan, Saint-Pierre i Martainville)

## Història
| Data d'elecció                           | Identitat          | Partit        | Qualitat |
| ---------------------------------------- | ------------------ | ------------- | -------- |
| 1945-1949                                | Lucie Guérin       | PCF           |          |
| 1949-1955                                | M. Halbout         | RS            |          |
| 1955-1961                                | M. Jonquais        | PCF           |          |
| 1961-1967                                | Roger Dusseaulx    | UNR           |          |
| 1967-1973                                | Jean Malvasio      | PCF           |          |
| 1973-1979                                | M. Blaiset         | Divers droite |          |
| 1979-1998                                | Serge Benoist      | UDF-PSD       |          |
| 1998-2004                                | Bertrand Bellanger | RPR           |          |
| 2004-2011                                | Yvon Robert        | PS            |          |
| 2011-                                    | Caroline Dutarte   | PS            |          |
| les dades anteriors no són pas conegudes |                    |               |          |
|                                          |                    |               |          |